# Pseudoarcyptera bechuana
Pseudoarcyptera bechuana är en insektsart som först beskrevs av Boris Petrovich Uvarov 1929.  Pseudoarcyptera bechuana ingår i släktet Pseudoarcyptera och familjen gräshoppor. Inga underarter finns listade i Catalogue of Life.